# Bellamyinae
Bellamyinae is een onderfamilie van weekdieren uit de klasse van de Gastropoda (slakken).

## Geslachten
- Amuropaludina Moskvicheva, 1979
- Angulyagra Rao, 1931
- Anularya L. J. Zhang & S. C. Chen, 2015
- Anulotaia Brandt, 1968
- Bellamya Jousseaume, 1886
- Cipangopaludina Hannibal, 1912
- Eyriesia P. Fischer, 1885
- Filopaludina Habe, 1964
- Heterogen Annandale, 1921
- Idiopoma Pilsbry, 1901
- Larina A. Adams, 1855
- Margarya G. Nevill, 1877
- Mekongia Crosse & P. Fischer, 1876
- Neclarina Iredale, 1943
- Notopala Cotton, 1935
- Rivularia Heude, 1890
- Sinotaia Haas, 1939
- Taia Annandale, 1918
- Tchangmargarya He, 2013
- Temnotaia Annandale, 1919 †
- Torotaia Haas, 1939
- Trochotaia Brandt, 1974